# Deutsche Krimi-Straße

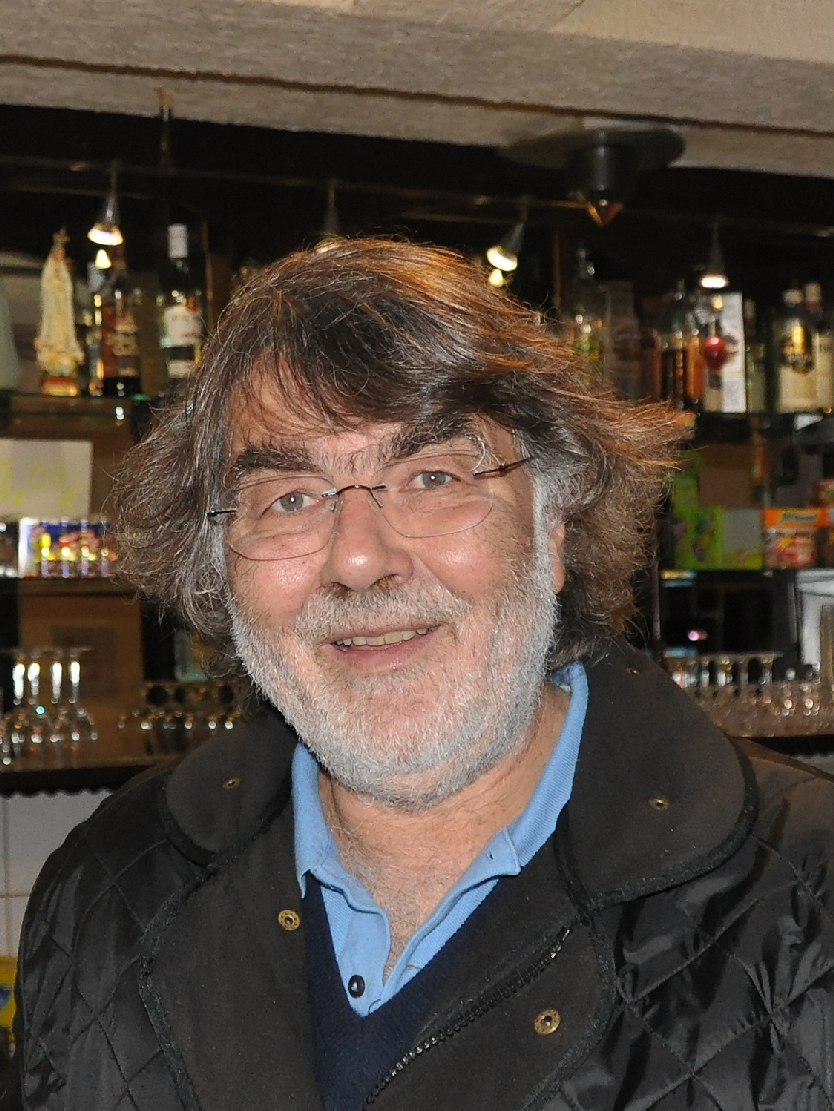
Reinhold Friedl, einer der Autoren

Die Deutsche Krimi-Straße ist eine 2,5 km lange Straße entlang der Rönne im Norden Niedersachsens, am Rande der Samtgemeinde Hemmoor, Landkreis Cuxhaven. In der Nähe dieser Straße wurden über hundert Kriminalromane, Thriller und Drehbücher für TV-Krimis geschrieben. Autoren waren unter anderem Elke Loewe, Volker Vogeler, Jürgen Petschull, Sebastian Knauer, Willi Voss, Reinhold Friedl, Thomas B. Morgenstern und Wilfried Eggers. 
Die benachbarten Landschaften Kehdingen und Ostemarsch versuchen, sich touristisch als Krimiland Kehdingen - Oste zu profilieren, und nutzen dabei auch die Bezeichnung Deutsche Krimi-Straße.